# Škarez 2.díl
Škarez 2.díl (německy Skares 2.Teil) je část obce Šumavské Hoštice v okrese Prachatice v Jihočeském kraji, díl vesnice Škarez, jejíž 1. díl patří k obci Drslavice. Nachází se asi 1,5 kilometru jihovýchodně od Šumavských Hoštic. Je zde evidováno 8 adres. V roce 2011 zde trvale žilo dvacet obyvatel.
Škarez 2.díl leží v katastrálním území Šumavské Hoštice o výměře 4,82 km².

## Historie
První písemná zmínka o vesnici pochází z roku 1551.

## Obyvatelstvo
| Rok            | 1869 | 1880 | 1890 | 1900 | 1910 | 1921 | 1930 | 1950 | 1961 | 1970 | 1980 | 1991 | 2001 | 2011 | 2021 |
| -------------- | ---- | ---- | ---- | ---- | ---- | ---- | ---- | ---- | ---- | ---- | ---- | ---- | ---- | ---- | ---- |
| Počet obyvatel | 71   | 64   | 44   | 44   | 49   | 44   | 43   | 27   | 26   | 23   | 15   | 13   | 20   | 20   | 16   |
| Počet domů     | 7    | 9    | 6    | 7    | 8    | 8    | 8    | 8    | 8    | 5    | 4    | 6    | 9    | 9    | 9    |

## Pamětihodnosti a zajímavosti
- V severní části vesnice se nachází výklenková kaplička svatého Jana Nepomuckého, kulturní památka ČR.
- U domu čp. 16 stojí křížek a odpočívadlo.
- Střecha domu čp. 8 je opatřena zvoničkou.

## Další fotografie

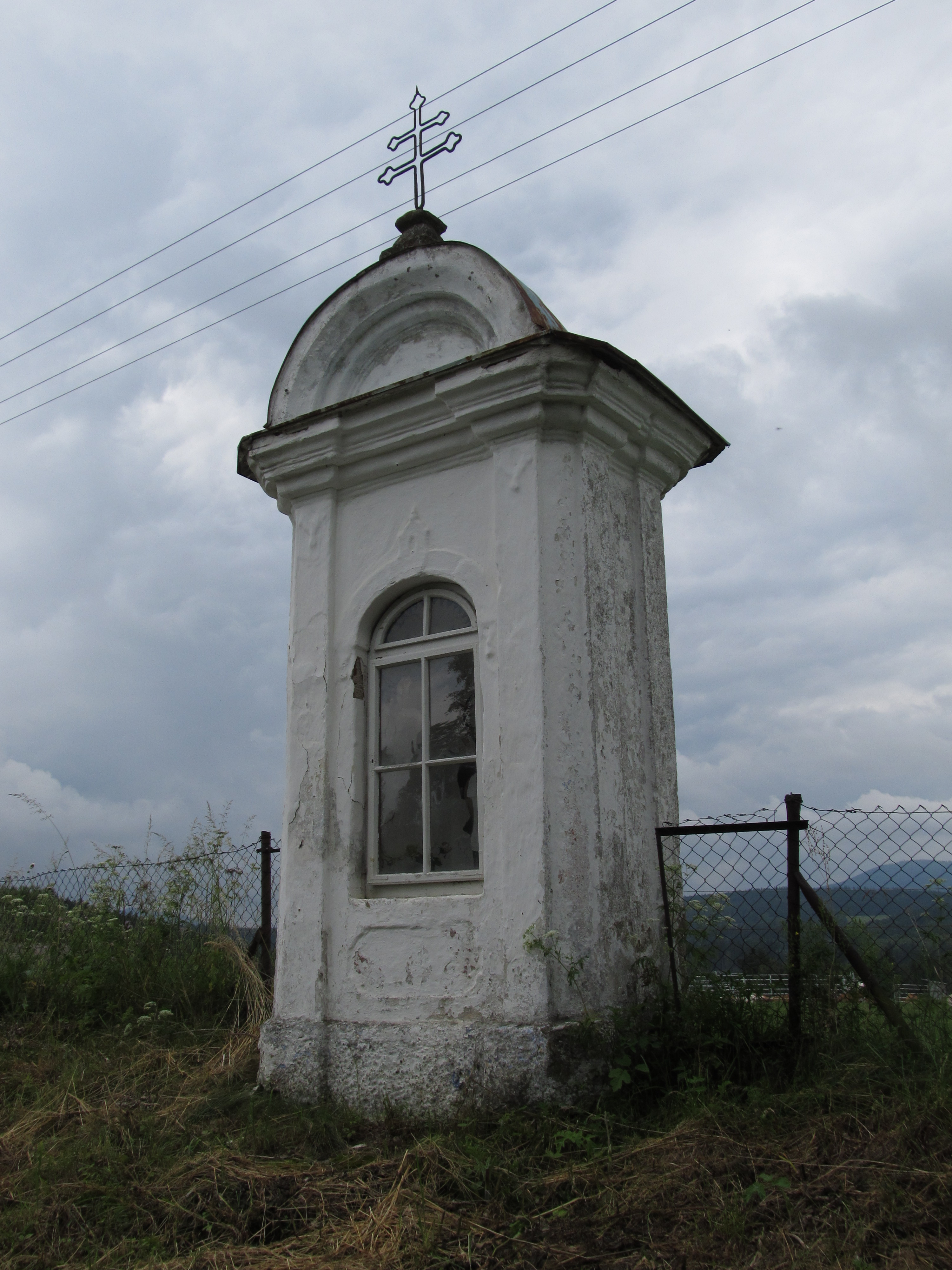
Vyklenková kaplička svatého Jana Nepomuckého
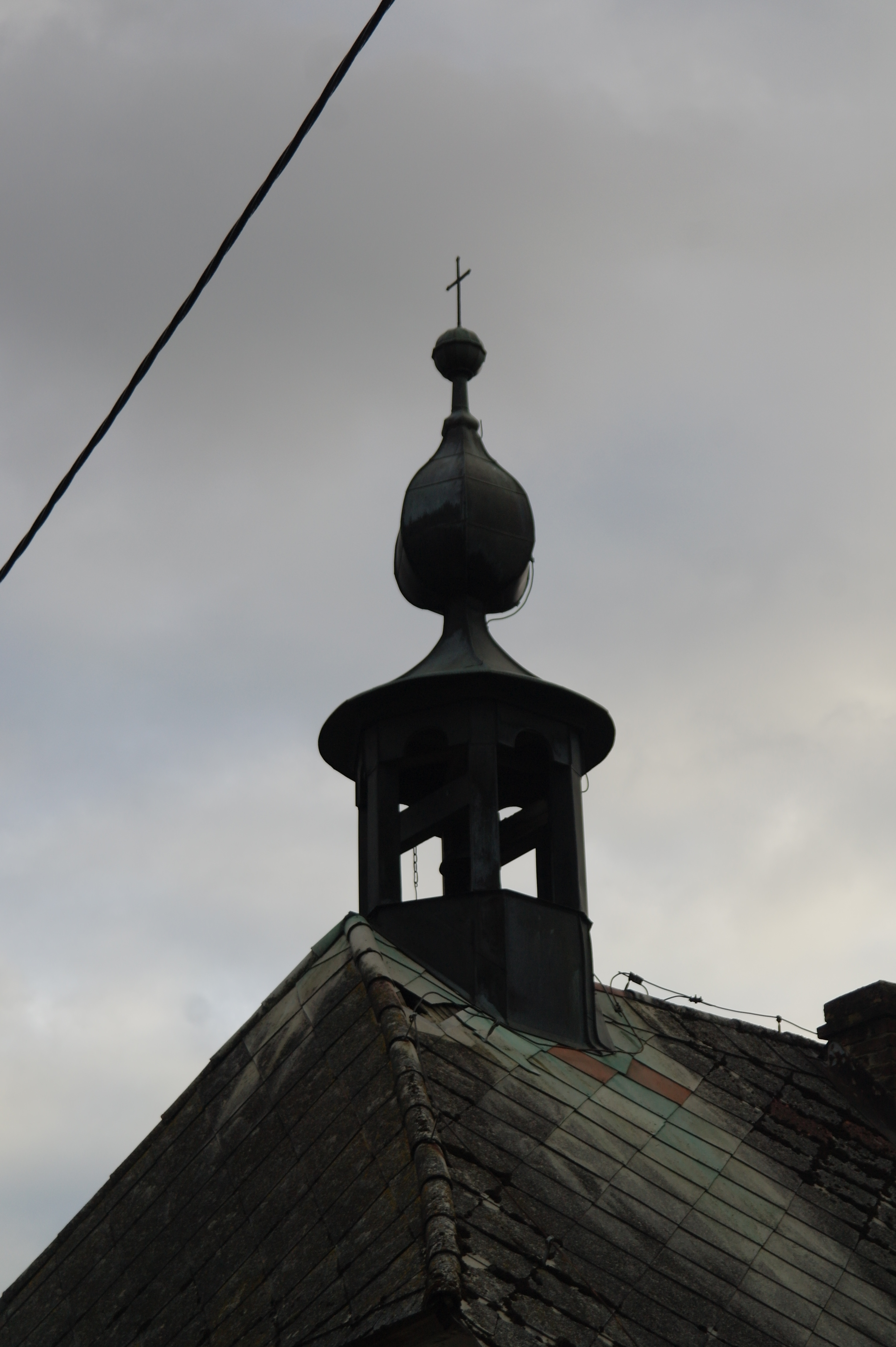
Střecha domu čp. 8 se zvoničkou
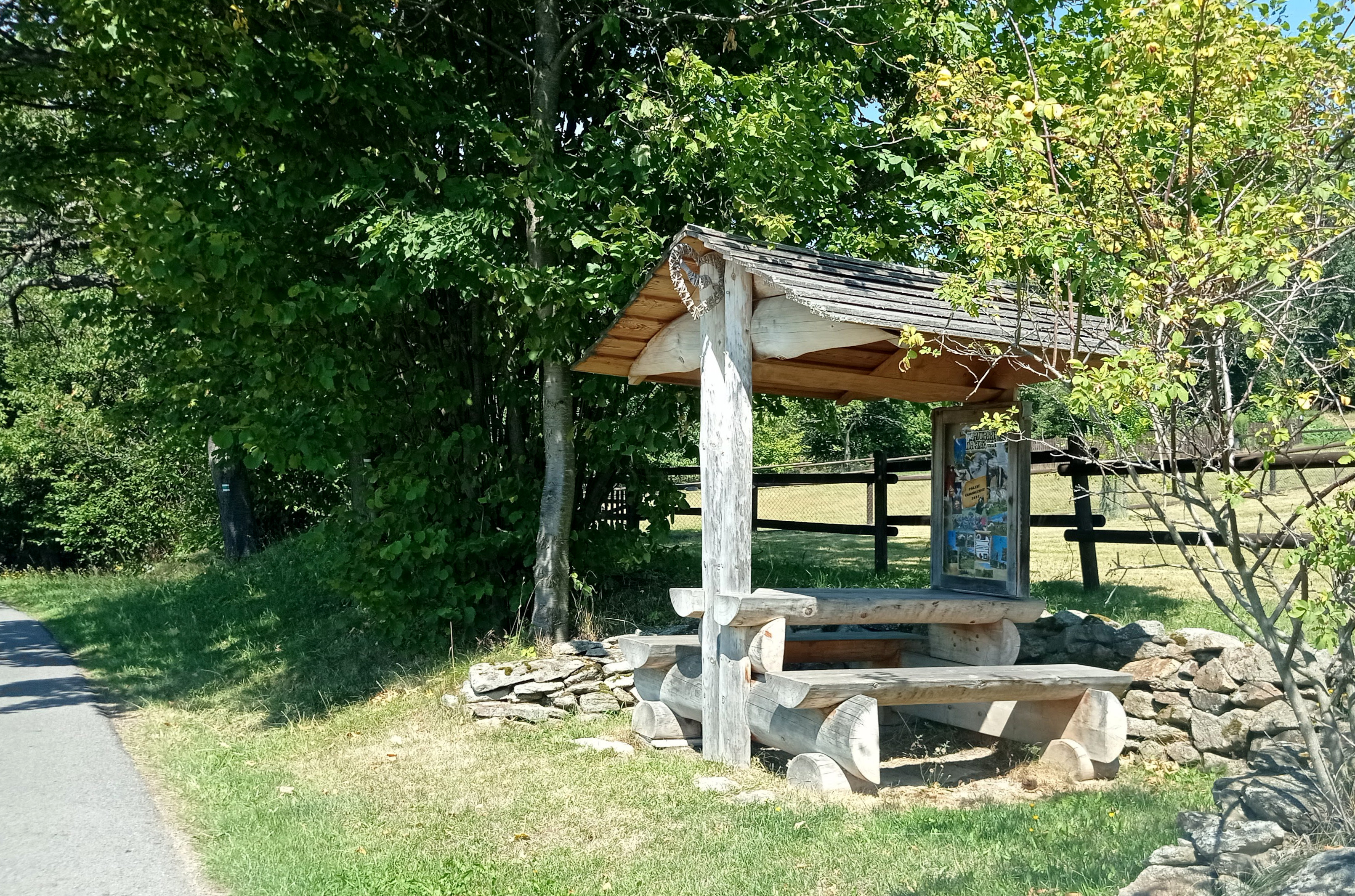
Odpočívadlo u domu čp. 16